# Попов, Владимир Петрович
Владимир Петрович Попов (1877—1935) — русский военный деятель, генерал-майор Белой армии (1919), участник Первой мировой войны и Гражданской войны в России.

## Биография
Родился 25 января 1877 года, казак станицы Новониколаевской Таганрогского округа; происходил из дворян войска Донского, сын офицера Петра Федосеевича Попова, казака станицы Ново-Григорьевской.
Образование получил в Донском кадетском корпусе, который окончил в 1894 и вступил в военную службу. В 1897 году окончил Константиновское артиллерийское училище, откуда был выпущен хорунжим гвардии в подразделение Донских казачьих батарей. В 1900 году Попов был переведен в лейб-гвардии 6-ю Донскую казачью батарею, чин сотника получил в 1901 году. В 1903 году окончил Николаевскую академию Генерального штаба.
По окончании академии из подъесаула гвардии переименован в капитаны Генерального штаба. После чего был помощником старшего адъютанта штаба Варшавского военного округа и старшим адъютантом штаба сводной кавалерийской дивизии. Получив чин подполковника в 1908 году, по 1911 год являлся старшим адъютантом штаба 7-го армейского корпуса. В 1911—1913 годах — штаб-офицер для поручений штаба 7-го армейского корпуса. Полковник с марта 1912 года, штаб-офицер для поручений штаба 25-го армейского корпуса — по декабрь 1914 года.
Участник Первой мировой войны, начав её с декабря 1914 года начальником штаба 3-й гренадерской дивизии. В феврале 1915 года был назначен командиром 42-го Донского казачьего полка, затем — командир 12-го Донского казачьего полка. С августа 1915 года В. П. Попов исполнял должность начальника штаба сводного (5-го) кавалерийского корпуса. Затем служил начальником штаба 1-й Донской казачьей дивизии. Продолжая участие в войне, повышен до генерал-майора. В 1917 году исполнял должность начальника штаба 3-го кавалерийского корпуса и командовал 1-й Донской казачьей дивизией, с которой участвовал в составе 3-го кавалерийского корпуса генерала Крымова в Корниловском походе на Петроград.
После Октябрьской революции Владимир Петрович Попов прибыл с 1-й Донской казачьей дивизией на Дон и поступил в распоряжение Донского атамана генерала А. М. Каледина. Не успев присоединиться к Степному походу, скрывался в районе Новочеркасска в период занятия его Красной гвардией. После Общедонского восстания весной 1918 года некоторое время Попов командовал северной группой войск, а затем занимал ряд ответственных должностей в Военном управлении Донской армии.
После отступления Белой армии в 1920 году в Крым, он был назначен атаманом генералом Богаевским инспектором классов Атаманского военного училища. Вместе с курсантами училища участвовал в боях под Каховкой в августе 1920 года, затем командовал сводной пешей дивизией 1-го конного корпуса. В ноябре 1920 года эвакуировался из Крыма с Атаманским училищем на остров Лемнос, оттуда осенью 1921 года переехали в Болгарию, где с 1922 по 1924 год Владимир Петрович оставался инспектором классов Атаманского военного училища. В марте 1924 года был назначен начальником училища. В 1926 году в связи с расформированием училища, переехал с частью его кадров во Францию, где до конца жизни номинально оставался начальником Атаманского училища в составе 1-го отдела Русского общевоинского союза. Проживал в Париже и работал в экспедиции пароходного общества «Ашет».
Умер 17 октября 1935 года в Париже, где и был похоронен.

## Награды
В числе наград ордена:
- Святого Станислава 3-й степени (1907)
- Святой Анны 3-й степени (1911)
- Святого Станислава 2-й степени с мечами (1915)
- Святой Анны 2-й степени с мечами (1915)
- Святой Анны 4-й степени с надписью «За храбрость» (1915)
- Святого Владимира 4-й степени с мечами и бантом (1915)
- Святого Владимира 3-й степени с мечами (1915)